# Shouguang
Shouguang (寿光 ; pinyin : Shòuguāng) est une ville de la province du Shandong en Chine. C'est une ville-district placée sous la juridiction de la ville-préfecture de Weifang.

## Démographie
La population du district était de 1 051 059 habitants en 1999.